# SNCASE Baroudeur
Die SNCASE SE.5000 Baroudeur war ein einstrahliges Erdkampf- und Jagdflugzeug des französischen Herstellers SNCASE aus den 1950er Jahren. Es war ein französischer Beitrag zum NATO-Programm NMBR-1, das ein internationales, leichtes und einfach zu wartendes Flugzeug für den Luftkampf und Bodenangriffe vorsah.
Die Raison hinter NMBR-1 war die Annahme, dass bei einem sowjetischen Angriff auf Westeuropa die militärischen Flugplätze frühzeitig angegriffen und zerstört würden, so dass die Kampfflugzeuge breiter verteilt werden sollten, um sie von geeigneten Straßen und behelfsmäßigen Pisten aus einzusetzen. Die Baroudeur hat ihren Namen von einem Begriff der Fremdenlegion, wo mit baroudeur ein aggressiv kämpfender Soldat bezeichnet wird. Konstrukteur des Flugzeugs war der Pole Wsiewołod „John“ Jakimiuk, der bereits bei PZL und Avro Canada ähnliche Konzepte verfolgte. Insgesamt wurden lediglich zwei Prototypen und drei Vorserienflugzeuge hergestellt.

## Konstruktion
Die Baroudeur benutzte statt eines konventionellen Fahrgestells einen vierrädrigen Startwagen, um von Graspisten oder asphaltierten Oberflächen abzuheben. Für den Start von Schnee- oder Eisflächen sowie für die Landung verfügte das Flugzeug über drei ausfahrbare Kufen. Das Fahrgestell verfügte auch über die Möglichkeit zwei bis sechs JATO-Startraketen anzubringen, die jeweils 7,36 kN Schub lieferten.
Die Flügel und Steuerflächen besaßen eine Pfeilung von 38 Grad, und das Triebwerk des Flugzeuges war ein SNECMA Atar 101 unterschiedlicher Varianten. Drei Exemplare wurden mit dem Atar-101D-Triebwerk ausgerüstet; dies erlaubte höhere Betriebstemperaturen, eine effizientere Verbrennung des Kraftstoffs und somit einen höheren Schub.

## Erprobung und Schicksal der Flugzeuge

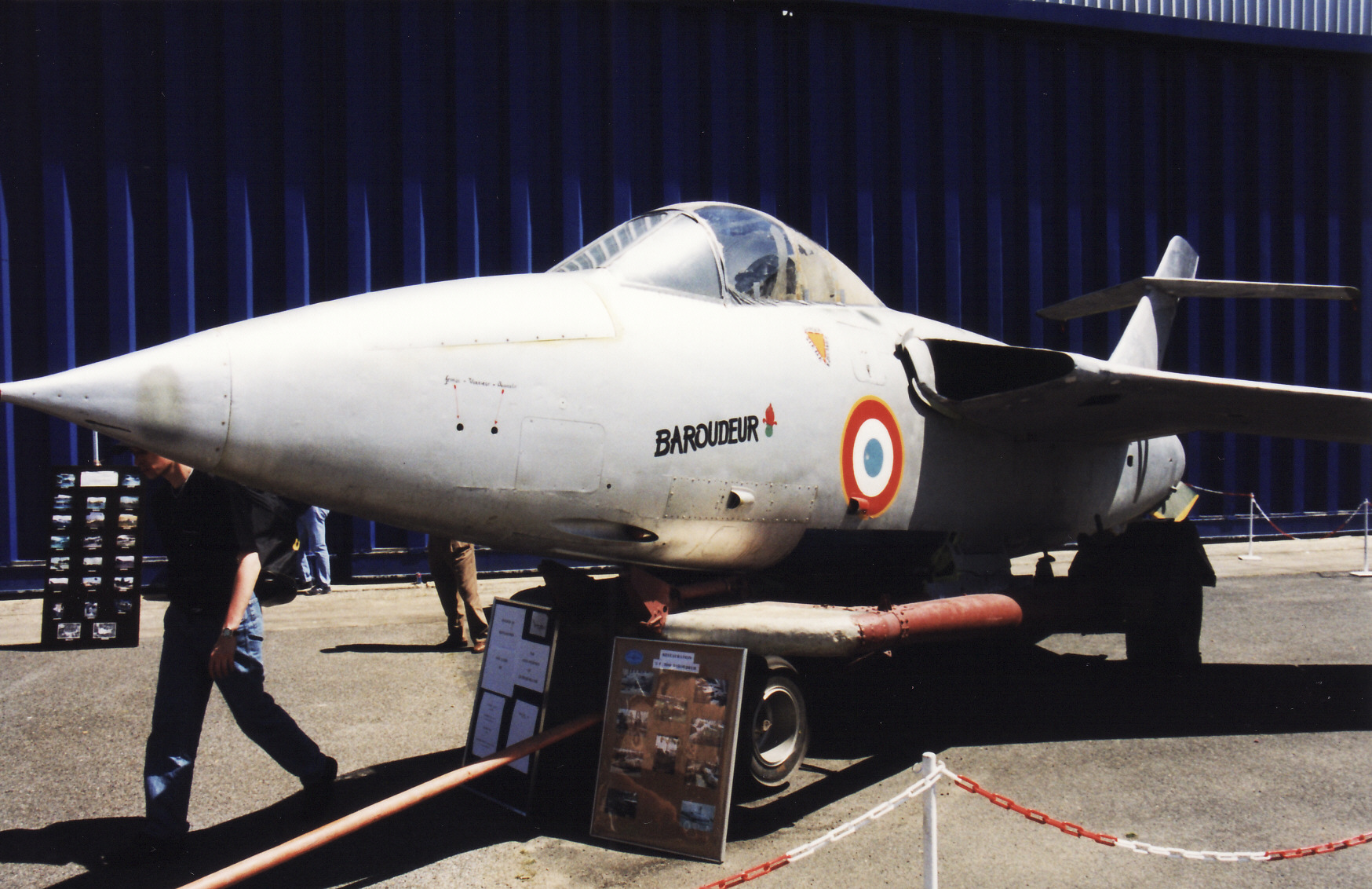
Eine rekonstruierte Baroudeur an der Pariser Luftfahrtschau (1999)

Testpilot war Jacques „Tito“ Maulandi. Obwohl das Flugzeug an mangelnder Leistung krankte, zeigte es einige vielversprechende Eigenschaften. In Testflügen zeigte sich, dass das Flugzeug auch mit angehängtem Fahrgestell fliegen konnte – was die Überführung zu einem anderen Flugplatz ermöglichte. Das Flugzeug konnte mit seinen Kufen nicht nur auf dem Strand von La Baule landen, sondern auch dort starten.
Durch die geringe Triebwerksleistung war es dem Flugzeug kaum möglich, 1135 km/h zu erreichen. Zusammen mit der Breguet Taon nahm das Flugzeug am NMBR-1-Wettbewerb teil; es verlor jedoch gegen die italienische Fiat G.91.
Die fünf Prototypen wurden beim Militärflugplatz Cazaux bei Schießübungen zerstört. Einem Verein für Luftfahrtgeschichte gelang es jedoch, genügend Wrackteile zu bergen, um daraus eine Maschine für Ausstellungen zu bauen.

## Technische Daten
| Kenngröße             | Daten (SE.5003-1)                               |
| --------------------- | ----------------------------------------------- |
| Besatzung             | 1                                               |
| Länge                 | 13,66 m (13,49 m)                               |
| Spannweite            | 10 m                                            |
| Höhe                  | 3,25 m auf Kufen (3,04 m) 3,59 m auf Startwagen |
| Flügelfläche          | 25,30 m²                                        |
| Flügelstreckung       |                                                 |
| Leermasse             | 4520 kg                                         |
| Startmasse            | 6920 kg (max. 7150 kg)                          |
| Höchstgeschwindigkeit | 1033 km/h                                       |
| Triebwerke            | 1 × Turbojet SNECMA Atar 101E-4, 36,30 kN Schub |